# Emma Klingenfeld
Emma Klingenfeld (* 29. Mai 1848 in Nürnberg; † 29. November 1935 in München) war eine deutsche Schriftstellerin und Übersetzerin.

## Leben
Sie wuchs als Tochter des Mathematikprofessors Friedrich August Klingenfeld in einem gebildeten Elternhaus auf und begann sich früh für die nordischen Sprachen zu interessieren. Als ihr Vater 1868 an die Technische Hochschule nach München berufen wird, zieht die Familie nach München, wo Emma Klingenfeld dann bis zu ihrem Tode lebt. Über den Kreis um Paul Heyse lernt sie die Texte von Henrik Ibsen kennen und legt 1875 eine erste Übersetzung vor, die der Autor autorisiert. In den folgenden Jahren wird sie zu einer der wichtigsten Übersetzerin seiner Frühwerke.
Bei Reisen nach Skandinavien lernt sie weitere nordische Dichter kennen und übersetzt Werke von Bjørnstjerne Bjørnson, Frederik Paludan-Müller und Holger Drachmann. Sie widmet sich auch französischen Texten und überträgt auch Operntexte ins Deutsche, unter anderem Les Troyens von und Beatrice et Benedict von Hector Berlioz. Als am Ende des 19. Jahrhunderts die Frauenbewegung in München Einzug hält, gehört sie zu den frühesten Anhängerinnen.
Ihr eigenes Werk, das nur zum Teil veröffentlicht ist, umfasst neben zahlreichen Gedichten auch zeitgeschichtlich interessante Tagebücher. Sie stand mit zahlreichen Schriftstellern und Literaten ihrer Zeit im Briefwechsel.